# Железопътна линия Белград - Бар
Железопътната линия Белград – Бар е днес международна железопътна линия построена по време на Социалистическа федеративна република Югославия, с дължина 476 км.
Свързва югославската тогава, а днес сръбска столица, с морското пристанище на Стара Черна гора. Изграждането на железопътната линия продължава 25 години в периода 1951 – 1976 години.
В строителството на тази железопътна линия участва като технически ръководител президентът на Република Сърбия в периода 2012 – 2017 г. Томислав Николич, а първите ѝ пътници са Тито и съпругата му Йованка Броз.
Икономическият и социален съвет на Федеративна народна република Югославия одобрява на 20 юли 1951 г. строителството на тази стратегическа за връзките и дружбата между югославските народи железопътна линия. Тя преминава през планински район с лоши комуникации и свързва югославската столица Белград с крайбрежието на Адриатическо море. Една четвърт от железопътната линия минава през тунели и мостове.
По онова време Подгорица в Стара Черна гора е прекръстена на Титоград, а първоначалният проект е да се свърже старата югославска столица с тази на Черна гора, след което се отчита и обстоятелството, че железопътната линия трябва да достига до пристанище, а това е Бар.
Интересен е фактът, че железопътната линия в участък от 9 km преминава през територията на Босна и Херцеговина и по-точно през тази на Република Сръбска. Там е изградена железопътната гара Щръпци, на която гара влаковете не спират по политическа причина, и гарата може да се ползва само при специални ситуации. По железопътната линия има 254 тунела с обща дължина 114.4 км. Най-дългият тунел е „Созина“ в участъка от Подгорица – Бар в Черна гора с дължина 6170 m, следван по дължината на тунелите „Златибор“ (6,139 m), „Требешница“ и „Голеш“.
Железопътната линия е най-известна днес с това че на нея е изграден най-високият железопътен мост в Европа – мост над Мала река. По протежението на този железен път има 234 моста с обща дължина 14,6 км. Железопътната линия се свързва от Подгорица с железопътната мрежа на Албания, като има едно отклонение до Никшич в Стара Херцеговина. Железопътната линия е свързана и с тази в съседна Босна посредством т.нар. Шарганска осмица. Железопътната линия е електрифицирана и е единствената връзка на железопътните системи на Албания и Черна гора с тези на останалия свят.